# Stamatis Koletras
Stamatis (Makis) Koletras, gr. Σταμάτης (Μάκης) Κολέθρας (ur. 6 lutego 1964) – grecki bokser, uczestnik Letnich Igrzysk Olimpijskich 1984 w Los Angeles, srebrny medalista mistrzostw bałkańskich w 1985 w Sofii, dwukrotny ćwierćfinalista igrzysk śródziemnomorskich w roku 1983 i 1987.

## Letnie Igrzyska Olimpijskie 1984
Na Letnich Igrzyskach Olimpijskich 1984 wystąpił w kategorii piórkowej. Odpadł w 1/32 finału, przegrywając w drugim dniu igrzysk z Alim Fakim, któremu uległ na punkty. Ostatecznie w klasyfikacji generalnej kategorii piórkowej zajął 32. miejsce, trzykrotny reprezentant Grecji na mistrzostwach Europy w roku 1985, 1989 i 1991.
Trzykrotnie rywalizował na mistrzostwach Europy w roku 1985, 1989 i 1991, najdalej dochodząc do ćwierćfinału.